# Cuaxilotitla
Cuaxilotitla är en ort i Mexiko.   Den ligger i kommunen Matlapa och delstaten San Luis Potosí, i den sydöstra delen av landet, 210 km norr om huvudstaden Mexico City. Cuaxilotitla ligger 143 meter över havet och antalet invånare är 145.
Terrängen runt Cuaxilotitla är huvudsakligen kuperad, men söderut är den bergig. Runt Cuaxilotitla är det tätbefolkat, med 476 invånare per kvadratkilometer. Närmaste större samhälle är Tamazunchale, 11,5 km sydost om Cuaxilotitla. I omgivningarna runt Cuaxilotitla växer i huvudsak städsegrön lövskog.